# Snowboard-Weltcup 2014/15
Der Snowboard-Weltcup 2014/15 begann am 4. Dezember 2014 im US-amerikanischen Copper Mountain und endete am 21. März 2015 im spanischen La Molina. Höhepunkt der Saison war die Snowboard-Weltmeisterschaft 2015 in Kreischberg (Österreich), deren Ergebnisse jedoch nicht für den Weltcup zählten.

## Männer

### Podestplätze Männer
PGS = Parallel-Riesenslalom

PSL = Parallelslalom

SBX = Snowboardcross

SBS = Slopestyle

HP = Halfpipe

BA = Big Air
| Datum                                                                   | Austragungsort  | Disz.    | Sieger                                    | Zweiter                                     | Dritter                                   |
| ----------------------------------------------------------------------- | --------------- | -------- | ----------------------------------------- | ------------------------------------------- | ----------------------------------------- |
| 4.–6. Dezember 2014                                                     | Copper Mountain | HP       | Taylor Gold                               | Zhang Yiwei                                 | Ben Ferguson                              |
| 16. Dezember 2014                                                       | Carezza         | PGS      | Roland Fischnaller                        | Žan Košir                                   | Jasey-Jay Anderson                        |
| 18. Dezember 2014                                                       | Montafon        | SBX      | wegen Schneemangels abgesagt              | wegen Schneemangels abgesagt                | wegen Schneemangels abgesagt              |
| 19. Dezember 2014                                                       | Montafon        | SBX Team | wegen Schneemangels abgesagt              | wegen Schneemangels abgesagt                | wegen Schneemangels abgesagt              |
| 18. Dezember 2014                                                       | Montafon        | PSL      | Roland Fischnaller                        | Žan Košir                                   | Mirko Felicetti                           |
| 19. Dezember 2014                                                       | Montafon        | PSL Team | Italien 1 Nadya Ochner Roland Fischnaller | Russland 2Natalja Sobolewa Andrei Sobolew   | Japan 1Tomoka Takeuchi Masaki Shiba       |
| 20. Dezember 2014                                                       | Istanbul        | BA       | Seppe Smits                               | Jonas Bösiger                               | Brandon Davis                             |
| 9. Januar 2015                                                          | Bad Gastein     | PSL      | Žan Košir                                 | Christoph Mick                              | Patrick Bussler                           |
| 10. Januar 2015                                                         | Bad Gastein     | PSL Team | Schweiz 1 Patrizia Kummer Nevin Galmarini | Russland 5Swetlana Boldykowa Waleri Kolegow | Russland 2Natalja Sobolewa Andrei Sobolew |
| 15. bis 25. Januar 2015 Snowboard-Weltmeisterschaft 2015 in Kreischberg |                 |          |                                           |                                             |                                           |
| 31. Januar 2015                                                         | Rogla           | PGS      | Vic Wild                                  | Mirko Felicetti                             | Žan Košir                                 |
| 7. Februar 2015                                                         | Sudelfeld       | PGS      | Andrei Sobolew                            | Vic Wild                                    | Žan Košir                                 |
| 20. Februar 2015                                                        | Stoneham        | BA       | Darcy Sharpe                              | Tyler Nicholson                             | Eric Beauchemin                           |
| 21. Februar 2015                                                        | Stoneham        | SBS      | Michael Ciccarelli                        | Janne Korpi                                 | Keita Inamura                             |
| 22. Februar 2015                                                        | Stoneham        | HP       | Wettkampf abgesagt                        | Wettkampf abgesagt                          | Wettkampf abgesagt                        |
| 27. Februar 2015                                                        | Park City       | SBS      | Eric Willett                              | Chas Guldemond                              | Eric Beauchemin                           |
| 1. März 2015                                                            | Park City       | HP       | Zhang Yiwei                               | Taylor Gold                                 | Kent Callister                            |
| 28. Februar 2015                                                        | Asahikawa       | PGS      | Žan Košir                                 | Patrick Bussler                             | Stanislaw Detkow                          |
| 1. März 2015                                                            | Asahikawa       | PSL      | Žan Košir                                 | Justin Reiter                               | Mirko Felicetti                           |
| 7. März 2015                                                            | Squaw Valley    | SBX      | Wettkampf abgesagt                        | Wettkampf abgesagt                          | Wettkampf abgesagt                        |
| 8. März 2015                                                            | Squaw Valley    | SBX Team | Wettkampf abgesagt                        | Wettkampf abgesagt                          | Wettkampf abgesagt                        |
| 7. März 2015                                                            | Moskau          | PSL      | Justin Reiter                             | Benjamin Karl                               | Roland Fischnaller                        |
| 14. März 2015                                                           | Winterberg      | PSL      | Roland Fischnaller                        | Benjamin Karl                               | Konstantin Schipilow                      |
| 14. März 2015                                                           | Veysonnaz       | SBX      | Lucas Eguibar                             | Nikolai Oljunin                             | Kevin Hill                                |
| 15. März 2015                                                           | Veysonnaz       | SBX      | Alex Pullin                               | Lucas Eguibar                               | Kevin Hill                                |
| 14. März 2015                                                           | Spindleruv Mlyn | SBS      | Lucien Koch                               | Janne Korpi                                 | Petja Piiroinen                           |
| 21. März 2015                                                           | La Molina       | SBX      | Christopher Robanske                      | Alex Deibold                                | Alex Pullin                               |

### Weltcupstände Männer
Endstände
| Rang | Name            | Punkte |
| ---- | --------------- | ------ |
| 1    | Janne Korpi     | 2940   |
| 2    | Petja Piiroinen | 1820   |
| 3    | Taylor Gold     | 1800   |
| 3    | Zhang Yiwei     | 1800   |
| 5    | Sebbe De Buck   | 1550   |
| 6    | Eric Willett    | 1360   |
| 7    | Eric Beauchemin | 1300   |
| 8    | Petr Horák      | 1295   |
| 9    | Darcy Sharpe    | 1260   |
| 10   | Jonas Bösiger   | 1220   |

| Rang | Name               | Punkte |
| ---- | ------------------ | ------ |
| 1    | Žan Košir          | 6250   |
| 2    | Roland Fischnaller | 4589   |
| 3    | Justin Reiter      | 3680   |
| 4    | Andrei Sobolew     | 3490   |
| 5    | Benjamin Karl      | 3452   |
| 6    | Vic Wild           | 3395   |
| 7    | Mirko Felicetti    | 2655   |
| 8    | Patrick Bussler    | 2286   |
| 9    | Rok Marguč         | 2212   |
| 10   | Nevin Galmarini    | 2202   |

| Rang | Name                 | Punkte |
| ---- | -------------------- | ------ |
| 1    | Lucas Eguibar        | 2090   |
| 2    | Alex Pullin          | 1700   |
| 3    | Nikolai Oljunin      | 1560   |
| 4    | Kevin Hill           | 1360   |
| 5    | Christopher Robanske | 1000   |
| 6    | Alex Deibold         | 972    |
| 7    | Stian Sivertzen      | 950    |
| 8    | Jarryd Hughes        | 842    |
| 9    | Omar Visintin        | 726    |
| 10   | Martin Nörl          | 720    |

| Rang | Name               | Punkte |
| ---- | ------------------ | ------ |
| 1    | Žan Košir          | 3000   |
| 2    | Vic Wild           | 2139   |
| 3    | Andrei Sobolew     | 1720   |
| 4    | Roland Fischnaller | 1409   |
| 5    | Alexander Bergmann | 1370   |

| Rang | Name               | Punkte |
| ---- | ------------------ | ------ |
| 1    | Žan Košir          | 3250   |
| 2    | Roland Fischnaller | 3180   |
| 3    | Benjamin Karl      | 2660   |
| 4    | Justin Reiter      | 2370   |
| 5    | Andrei Sobolew     | 1770   |

| Rang | Name           | Punkte |
| ---- | -------------- | ------ |
| 1    | Taylor Gold    | 1800   |
| 1    | Zhang Yiwei    | 1800   |
| 3    | Gregory Bretz  | 860    |
| 4    | Kent Callister | 780    |
| 5    | Jake Pates     | 620    |

| Rang | Name               | Punkte |
| ---- | ------------------ | ------ |
| 1    | Janne Korpi        | 2100   |
| 2    | Petja Piiroinen    | 1050   |
| 3    | Michael Ciccarelli | 1000   |
| 3    | Lucien Koch        | 1000   |
| 3    | Eric Willett       | 1000   |

| Rang | Name            | Punkte |
| ---- | --------------- | ------ |
| 1    | Darcy Sharpe    | 1000   |
| 1    | Seppe Smits     | 1000   |
| 3    | Jonas Bösiger   | 800    |
| 3    | Tyler Nicholson | 800    |
| 5    | Petja Piiroinen | 770    |

## Frauen

### Podestplätze Frauen
PGS = Parallel-Riesenslalom

PSL = Parallelslalom

SBX = Snowboardcross

SBS = Slopestyle

HP = Halfpipe

BA = Big Air
| Datum                                                                   | Austragungsort  | Disz.    | Sieger                      | Zweiter                     | Dritter                     |
| ----------------------------------------------------------------------- | --------------- | -------- | --------------------------- | --------------------------- | --------------------------- |
| 4.–6. Dezember 2014                                                     | Copper Mountain | HP       | Kelly Clark                 | Arielle Gold                | Hannah Teter                |
| 16. Dezember 2014                                                       | Carezza         | PGS      | Marion Kreiner              | Caroline Calvé              | Nadya Ochner                |
| 18. Dezember 2014                                                       | Montafon        | SBX      | wegen Schneemangel abgesagt | wegen Schneemangel abgesagt | wegen Schneemangel abgesagt |
| 19. Dezember 2014                                                       | Montafon        | SBX Team | wegen Schneemangel abgesagt | wegen Schneemangel abgesagt | wegen Schneemangel abgesagt |
| 18. Dezember 2014                                                       | Montafon        | PSL      | Sabine Schöffmann           | Amelie Kober                | Aljona Sawarsina            |
| 20. Dezember 2014                                                       | Istanbul        | BA       | Ty Walker                   | Sina Candrian               | Cheryl Maas                 |
| 9. Januar 2015                                                          | Bad Gastein     | PSL      | Ester Ledecká               | Patrizia Kummer             | Julie Zogg                  |
| 15. bis 25. Januar 2015 Snowboard-Weltmeisterschaft 2015 in Kreischberg |                 |          |                             |                             |                             |
| 31. Januar 2015                                                         | Rogla           | PGS      | Marion Kreiner              | Ina Meschik                 | Selina Jörg                 |
| 7. Februar 2015                                                         | Sudelfeld       | PGS      | Ester Ledecká               | Julie Zogg                  | Marion Kreiner              |
| 20. Februar 2015                                                        | Stoneham        | BA       | Cheryl Maas                 | Lia-Mara Bösch              | Klaudia Medlova             |
| 21. Februar 2015                                                        | Stoneham        | SBS      | Cheryl Maas                 | Jessika Jenson              | Klaudia Medlova             |
| 22. Februar 2015                                                        | Stoneham        | HP       | Wettkampf abgesagt          | Wettkampf abgesagt          | Wettkampf abgesagt          |
| 27. Februar 2015                                                        | Park City       | SBS      | Cheryl Maas                 | Karly Shorr                 | Elena Könz                  |
| 1. März 2015                                                            | Park City       | HP       | Kelly Clark                 | Arielle Gold                | Cai Xuetong                 |
| 28. Februar 2015                                                        | Asahikawa       | PGS      | Julia Dujmovits             | Julie Zogg                  | Ester Ledecká               |
| 1. März 2015                                                            | Asahikawa       | PSL      | Julie Zogg                  | Sabine Schöffmann           | Julia Dujmovits             |
| 7. März 2015                                                            | Squaw Valley    | SBX      | Wettkampf abgesagt          | Wettkampf abgesagt          | Wettkampf abgesagt          |
| 8. März 2015                                                            | Squaw Valley    | SBX Team | Wettkampf abgesagt          | Wettkampf abgesagt          | Wettkampf abgesagt          |
| 7. März 2015                                                            | Moskau          | PSL      | Claudia Riegler             | Julie Zogg                  | Patrizia Kummer             |
| 14. März 2015                                                           | Winterberg      | PSL      | Hilde Katrine Engeli        | Selina Jörg                 | Aljona Sawarsina            |
| 14. März 2015                                                           | Veysonnaz       | SBX      | Michela Moioli              | Nelly Moenne-Loccoz         | Chloé Trespeuch             |
| 15. März 2015                                                           | Veysonnaz       | SBX      | Dominique Maltais           | Nelly Moenne-Loccoz         | Chloé Trespeuch             |
| 14. März 2015                                                           | Spindleruv Mlyn | SBS      | Cheryl Maas                 | Klaudia Medlova             | Ella Suitiala               |
| 21. März 2015                                                           | La Molina       | SBX      | Charlotte Bankes            | Nelly Moenne-Loccoz         | Lindsey Jacobellis          |

### Weltcupstände Frauen
Endstände
| Rang | Name               | Punkte |
| ---- | ------------------ | ------ |
| 1    | Cheryl Maas        | 4600   |
| 2    | Klaudia Medlova    | 2560   |
| 3    | Kelly Clark        | 2000   |
| 4    | Ella Suitiala      | 1710   |
| 5    | Ty Walker          | 1650   |
| 6    | Arielle Gold       | 1600   |
| 7    | Elena Könz         | 1600   |
| 8    | Urška Pribošič     | 1460   |
| 9    | Sina Candrian      | 1300   |
| 10   | Breanna Stangeland | 1250   |

| Rang | Name              | Punkte |
| ---- | ----------------- | ------ |
| 1    | Julie Zogg        | 4740   |
| 2    | Marion Kreiner    | 4470   |
| 3    | Ester Ledecká     | 3900   |
| 4    | Sabine Schöffmann | 3760   |
| 5    | Julia Dujmovits   | 3586   |
| 6    | Selina Jörg       | 3290   |
| 7    | Claudia Riegler   | 2990   |
| 8    | Patrizia Kummer   | 2900   |
| 9    | Tomoka Takeuchi   | 2626   |
| 10   | Caroline Calvé    | 2602   |

| Rang | Name                  | Punkte |
| ---- | --------------------- | ------ |
| 1    | Nelly Moenne-Loccoz   | 2400   |
| 2    | Dominique Maltais     | 1900   |
| 3    | Michela Moioli        | 1900   |
| 4    | Chloé Trespeuch       | 1400   |
| 5    | Belle Brockhoff       | 1300   |
| 6    | Sandra Daniela Gerber | 1120   |
| 7    | Charlotte Bankes      | 1000   |
| 8    | Raffaella Brutto      | 900    |
| 9    | Maria Ramberger       | 850    |
| 10   | Lindsey Jacobellis    | 840    |

| Rang | Name            | Punkte |
| ---- | --------------- | ------ |
| 1    | Marion Kreiner  | 3000   |
| 2    | Ester Ledecká   | 2050   |
| 3    | Julie Zogg      | 1790   |
| 4    | Tomoka Takeuchi | 1690   |
| 5    | Julia Dujmovits | 1646   |

| Rang | Name                 | Punkte |
| ---- | -------------------- | ------ |
| 1    | Julie Zogg           | 2950   |
| 2    | Sabine Schöffmann    | 2610   |
| 3    | Hilde Katrine Engeli | 2050   |
| 4    | Patrizia Kummer      | 2040   |
| 5    | Claudia Riegler      | 2030   |

| Rang | Name            | Punkte |
| ---- | --------------- | ------ |
| 1    | Kelly Clark     | 2000   |
| 2    | Arielle Gold    | 1600   |
| 3    | Cai Xuetong     | 1100   |
| 4    | Hannah Teter    | 820    |
| 5    | Clémence Grimal | 810    |

| Rang | Name            | Punkte |
| ---- | --------------- | ------ |
| 1    | Cheryl Maas     | 3000   |
| 2    | Klaudia Medlova | 1640   |
| 3    | Ella Suitiala   | 1190   |
| 4    | Karly Shorr     | 1160   |
| 5    | Elena Könz      | 1100   |

| Rang | Name            | Punkte |
| ---- | --------------- | ------ |
| 1    | Cheryl Maas     | 1600   |
| 2    | Ty Walker       | 1180   |
| 3    | Klaudia Medlova | 920    |
| 4    | Lia-Mara Bösch  | 800    |
| 4    | Sina Candrian   | 800    |